# DCI Banks
DCI Banks, es una serie de televisión estrenada el 27 de septiembre de 2010 por medio de las cadenas ITV, STV y UTV. 
La serie está basada en las novelas "Inspector Alan Banks" de Peter Robinson.
La serie ha contó la participación invitada de actores como Richard Dillane, Francis Magee, David Calder, Finbar Lynch, James Callis, Robert Cavanah, Natasha Little, Tamzin Merchant, Steve Toussaint, Barry Sloane, Edward MacLiam, Sophie Skelton, Rosie Day, Lily Loveless, Patrick Baladi, Heida Reed, John Light, Terence Maynard, entre otros...
El 3 de diciembre de 2015 se anunció que la serie había sido comisionada para una nueva temporada.

## Historia
La serie sigue al tenaz y obstinado detective inspector en jefe Alan Banks, el S.I.O. (oficial investigador en jefe de los delitos mayores), quien junto a su equipo de detectives buscan resolver inquietantes y misteriosos asesinatos.

## Personajes

### Personajes principales
| Actor              | Personaje          | Rango / Posición                          | Episodios | Duración        |
| ------------------ | ------------------ | ----------------------------------------- | --------- | --------------- |
| Stephen Tompkinson | DCI. Alan Banks    | Detective Inspector en Jefe / Jefe S.I.O. | 32        | 2010 - presente |
| Jack Deam          | DC. Ken Blackstone | Detective Sargento                        | 32        | 2010 - presente |
| Andrea Lowe        | DS. Annie Cabbot   | Detective Sargento                        | 28        | 2010 - presente |
| Caroline Catz      | DI. Helen Morton   | Detective Inspectora / Adjunto S.I.O.     | 24        | 2012 - presente |
| Samuel Anderson    | Vince              | Detective                                 | -         | 2016 - presente |
| Shaun Dingwall     | Colin Anderson     | Jefe Superintendente                      | -         | 2016 - presente |
| Shaun Dooley       | Steve Richards     | -                                         | -         | 2016 - presente |
| Maimie McCoy       | Tamsin Richards    | -                                         | -         | 2016 - presente |

### Personajes recurrentes
| Actor        | Personaje    | Rango / Posición | Episodios | Duración                    |
| ------------ | ------------ | ---------------- | --------- | --------------------------- |
| Keith Barron | Arthur Banks | -                | 7         | 2012, 2015, 2016 - presente |

### Antiguos personajes principales
| Actor              | Personaje           | Rango / Posición                      | Episodios | Duración    |
| ------------------ | ------------------- | ------------------------------------- | --------- | ----------- |
| Lorraine Burroughs | DS. Winsome Jackman | Detective Sargento de Delitos Mayores | 14        | 2010 - 2012 |
| Danny Rahim        | DC. Tariq Lang      | Detective de Delitos Mayores          | 10        | 2014 - 2015 |

### Antiguos personajes recurrentes
| Actor         | Personaje           | Rango / Posición                         | Episodios | Duración    | Causa                                        |
| ------------- | ------------------- | ---------------------------------------- | --------- | ----------- | -------------------------------------------- |
| Nick Sidi     | CS. Ron McLaughlin  | Detective Inspector en Jefe / Comandante | 9         | 2011 - 2014 | -                                            |
| Colin Tierney | CS. Gerry Rydell    | Detective Inspector en Jefe / Comandante | 8         | 2010 - 2011 | renunció luego de revelarse que era corrupto |
| Tom Shaw      | DC. Kevin Templeton | Detective de Delitos Mayores             | 4         | 2011        | -                                            |
| Lily Loveless | Tracey Banks        | -                                        | 4         | 2014        | -                                            |

## Episodios
La serie ha contado con 32 episodios hasta ahora.
El episodio piloto de la serie titulado DCI Banks: Aftermath fue transmitida del 27 de septiembre al 4 de octubre del 2010, atrayendo a 6,55 millones de espectadores.
La primera temporada estuvo conformada por tres episodios basados en las novelas "Playing with Fire", "Friend of the Devil" y "Cold is the Grave", el primero fue transmitido el 16 de septiembre del mismo año y obtuvo una audiencia de 4,5 millones de televidentes.
Para la segunda conformada por tres episodios, las novelas "Dry Bones that Dream", "Innocent Graves" y "Strange Affair", fueron adaptadas para los episodios.
La tercera temporada de tres partes, estuvo adaptada en las novelas "Wednesday’s Child", "Piece of My Heart" y "Bad Boy".
La cuarta temporada estuvo conformada por tres episodios.

## Premios y nominaciones
| Año  | Categoría      | Premio                                             | Nominado  | Resultado |
| ---- | -------------- | -------------------------------------------------- | --------- | --------- |
| 2013 | Drama Category | Royal Television Society Yorkshire Programme Award | DCI Banks | Ganó      |

## Producción
En enero del 2010 el autor Peter Robinson firmó con la compañía productora "Left Bank Pictures" y con ITV para adaptar las novelas "Inspector Alan Banks" basadas en el detective inspector en jefe Alan Banks en una serie de televisión. El rodaje del episodio piloto finalizó en julio de 2010 y estuvo basado en "Aftermath". 
La serie cuenta con la participación del productor Stephen Smallwoad y de los productores ejecutivos Andy Harries y Francis Hopkinson.
La música de la serie está compuesta por Sheridan Tongue y Nicholas Hooper.
DCI Banks: Aftermath fue transmitida entre el 27 de septiembre al 4 de octubre del 2010, los episodios atrajeron a 6,55 millones de espectadores, convirtiéndolo en el quinto programa más visto por la cadena esa semana. El episodio piloto fue tan fuerte que la ITV comisionó más episodios, las filmaciones comenzaron en febrero del 2011 e incluyeron lugares de Otley.
La segunda temporada comenzó sus filmaciones en marzo del 2012 y los episodios comenzaron a transmitirse a partir del 10 de octubre del mismo año. Durante la segunda temporada fueron introducidos nuevos personajes, como los padres de Alan: Arthur e Ida Banks, la detective Helen Morton (quien reemplazó brevemente a la actriz Andrea Lowe quien se encontraba con permiso de maternidad) y el superintendente en jefe Ron McLaughlin (quien remplazó al actor Colin Tierney).
A principios de noviembre del 2013 la cadena ITV anunció que había renovado la serie para una tercera temporada. Las filmaciones comenzaron en agosto del mismo año y comenzaron sus transmisiones en febrero del 2014. Durante la tercera temporada el actor Jack Deam y la actriz Lowe regresaron a la serie, el actor Lorraine Burroughs se fue y se les unió el actor Danny Rahim.
El 22 de septiembre de 2014 se anunció que la serie había sido renovada para una cuarta temporada, la serie comenzó sus filmaciones en septiembre del mismo año y se estrenó el 4 de marzo del 2015 y finalizó el 8 de abril del mismo año.
El 3 de diciembre del 2015 se anunció que la serie había sido comisionada para una nueva temporada, la cual inició sus filmaciones en Yorkshire a principios del 2016.

### Emisión en otros países
| País           | Título (os)                          | Cadenas/Línea | Fecha de Inicio         | Fecha de Finalización |
| -------------- | ------------------------------------ | ------------- | ----------------------- | --------------------- |
| Alemania       | Banks - Der Solist Inspector Banks   | ZDF           | 2 de noviembre de 2012  | -                     |
| Australia      | -                                    | UKTV / ABC1   | 11 de mayo de 2013      | -                     |
| Canadá         | -                                    | -             | -                       | -                     |
| Dinamarca      | -                                    | DR1           | -                       | -                     |
| Estados Unidos | -                                    | PBS           | -                       | -                     |
| Estonia        | Inspektor Banks                      | ETV           | otoño de 2012           | -                     |
| Finlandia      | Ylikomisario Banks Kommissarie Banks | YLE1          | 12 de agosto de 2012    | -                     |
| Francia        | DCI Banks                            | Arte          | -                       | -                     |
| Grecia         | Skini dolofonias                     | -             | -                       | -                     |
| Japón          | -                                    | -             | 17 de marzo de 2012     | -                     |
| Noruega        | Førstebetjent Banks                  | NRK1          | -                       | -                     |
| Países Bajos   | -                                    | -             | 29 de mayo de 2011      | -                     |
| Portugal       | -                                    | Fox Crime     | 4 de septiembre de 2014 | -                     |
| Rusia          | Последствия                          | -             | -                       | -                     |
| Suecia         | Kommissarie Banks                    | SVT 1         | 20 de agosto de 2011    | -                     |